# Herbert Willi

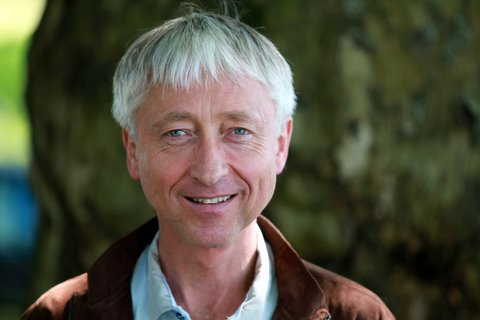
Herbert Willi (© Peter Andersen, 2015).

Herbert Willi (* 7. Jänner 1956 in Bludenz, Vorarlberg) ist ein freischaffender österreichischer Komponist.

## Leben
Nach seiner Matura studierte Herbert Willi Schulmusik und Theologie an der Universität Innsbruck (Magister der Philosophie). Zeitgleich studierte er Fagott und Klavier am Innsbrucker Konservatorium. Ab 1983 lernte er bei Helmut Eder am Mozarteum in Salzburg (Kompositionsdiplom und Magister artium), danach bei Boguslaw Schaeffer.
Herbert Willi über seine Arbeit:

„Wenn ich in mich hineinhöre – immer kann ich Musik hören. Alle Einflüsse des Tages hinterlassen ihre Spuren. Mir geht es aber darum, in der Stille davon frei zu werden, darin zu verweilen, bis aus dieser Situation heraus neue Gestalt erkennbar, sichtbar, hörbar wird.“

Er unterrichtete für einige Jahre Musik am Gymnasium Bludenz. Der Komponist lebt und arbeitet freischaffend in St. Anton im Montafon.

## Werk
Herbert Willis Werk umfasst eine Oper, Orchesterwerke, Kammermusik für verschiedene Besetzungen sowie Solistenwerke. Bei dem Label WERGO ist eine Retrospektive mit den Orchesterwerken „Eirene“, „Räume“, „Rondino“ nach der Oper „Schlafes Bruder“, „geraume Zeit“ und „Begegnung“ erschienen. Ebenso wurde von dem japanischen Label Camerata Tokyo eine CD mit Herbert Willis Kammermusik der Jahre 1984 bis 2005 veröffentlicht.
Die Salzburger Festspiele und das Cleveland Orchestra gaben 1991 das „Konzert für Orchester“ in Auftrag, Christoph von Dohnányi dirigierte die Uraufführung. 1994/95 gab das Opernhaus Zürich die Oper „Schlafes Bruder“ zum Jubiläum „1000 Jahre Österreich“ in Auftrag (Libretto von Robert Schneider, Uraufführung 1996). Als Auftragswerk für die Wiener Philharmoniker schrieb Willi 1997/98 anlässlich „150 Jahre Wiener Philharmoniker“ die „Begegnung für Orchester“.
Im Jahr 2007 hat Willi den „Zyklus Montafon“, der die Werke „Eirene“ (Konzert für Trompete und Orchester), „...geraume Zeit...“ (Konzert für Flöte, Oboe und Orchester), „ego eimi“ (Konzert für Klarinette und Orchester) und „Äon“ (Konzert für Horn und Orchester) umfasst, abgeschlossen. Im März 2008 kam die Neufassung der Oper „Schlafes Bruder“ am Stadttheater Klagenfurt zur Uraufführung.
Am 1. November 2012 kam im Goldenen Saal des Wiener Musikvereins das Konzert für Violine und Orchester „Sacrosanto“ zur Uraufführung durch Nikolaj Znaider (Auftragswerk der Gesellschaft der Musikfreunde in Wien anlässlich der Feierlichkeiten „200 Jahre Gesellschaft der Musikfreunde Wien“).
Aufführungen seiner Werke erfolgten in New York (Carnegie Hall), Tokio (Suntory Hall, Sumida Triphony Hall), London (Royal Albert Hall), Wien (Musikverein, Konzerthaus), bei den Salzburger Festspielen (Großes Festspielhaus, Felsenreitschule) und in der Berliner Philharmonie. Interpreten sind unter anderem internationale Orchester wie die Berliner Philharmoniker, die Wiener Philharmoniker, Cleveland Orchestra, Philadelphia Orchestra, Pittsburgh Symphony Orchestra und das New Japan Philharmonic unter Dirigenten wie Claudio Abbado, Christoph von Dohnányi, Gustavo Dudamel, Manfred Honeck, Riccardo Muti, Kirill Petrenko und Seiji Ozawa.

### Bühnenwerke
- Schlafes Bruder, Oper in einem Prolog, acht Szenen und einem Epilog (2006)[4]

### Orchesterwerke
- Der Froschmäusekrieg, (UA 1989) nach dem gleichnamigen Epos[4]
- Für 16, Kleines Kammerkonzert (1990)[4]
- Konzert für Orchester (1991/92)
- Flötenkonzert (1993)[4]
- Begegnung (1997)[4]
- Rondino (1999/2000)[4]
- Eirene, Konzert für Trompete und Orchester (2001)[4]
- ...geraume Zeit..., Konzert für Flöte, Oboe und Orchester (2002/03)[4]
- ego eimi, Konzert für Klarinette und Orchester (2005/06)[4]
- ABBA-MA (Echo of Peace), für Chor und Orchester – Text nach dem „Vater Unser“ (2011)[4]
- Sacrosanto, Konzert für Violine und Orchester (2011/12)[4]
- DSONG für Orchester (2016/2017)
- DSCHA BI SCHIM (FließendeLiebe), für Streichorchester (2018)
- GGäonara! (Wachauf!), Für 3 Schlagzeuger solo und Orchester (2019)

### Kammermusik
- Stück für Klarinette solo (1985)[4]
- Stück für Flöte solo (1985/86)
- Trio für Violine, Horn und Klavier (1992)[4]
- Kairos im Kronos 1756/1956 für Violone, Viola und Violoncello (2005)[4]
- Echo of Eirene, für Trompete in C und B, auch Flügelhorn (2014)

### Kompositionen
- Quintett für Blechbläser (1984)[4]
- Streichquartett (1986)[4]
- Klavierstück XI (1987)[4]
- Stück für Flöte und Klavier (1987)[4]
- Aurora-Giove für Orchester (1988)[4]
- Il Combattimento di Cecco e la sua Compagnia per Violoncello ed Orchestra d’archi (1988)[4]
- Intrada für 12 Blechbläser (1989)[4]

## Auszeichnungen
- 1985, 1986, 1989: Österreichisches Staatsstipendium für Komponisten
- 1987: Preisträger beim Streichquartettwettbewerb der Wiener Konzerthausgesellschaft (sein „Streichquartett 1986“ wurde dabei durch das Arditti Quartett uraufgeführt)
- 1989: Erste-Bank-Kompositionspreis[5]
- 1990: Rolf-Liebermann-Stipendium für Opernkompositionen
- 1991: Förderpreis der Ernst-von-Siemens-Stiftung[6]
- 1997: Österreichisches Ehrenkreuz für Wissenschaft und Kunst
- 1998: Großes Verdienstzeichen des Landes Vorarlberg
- 1992: „Composer in Residence“ bei den Salzburger Festspielen
- 1996–1998: „Composer in Residence“ und bei der Camerata Academia
- 2002/2003: „Composer in Residence“ der Gesellschaft der Musikfreunde des Wiener Musikvereins und des Wiener Concert-Vereins
- 2007: „Composer in Residence“ beim Pacific Music Festival in Sapporo
- 2008: „Composer in Residence“, bei der International Summer Music Academy & Festival in Kusatsu